# Асоциация на чуждестранната преса в Холивуд
Асоциацията на чуждестранната преса в Холивуд е бивша организация с нестопанска цел, състояща се от журналисти и фотографи, които докладват новини, насочени предимно към чуждестранни медийни пазари, за американската развлекателна индустрия. Организацията е най-известна с основаването и провеждането на годишната церемония по връчването на наградите „Златен глобус“ в Лос Анджелис, Калифорния, за отличаване на забележителни постижения в киното и телевизията от създаването си през 1943 г. до 2023 г. Асоциацията на чуждестранната преса се състои от около 105 члена от приблизително 55 страни и има над 250 милиона последователи.
Асоциацията е основана през 1943 г. от базирани в Лос Анджелис чуждестранни журналисти, които искат по-организиран процес на разпространение на новини за киното в пазари извън САЩ.
Първите награди „Златен глобус“ са връчени в началото на 1944 г. с церемония в „Туентиът Сенчъри Студиос“. На тях Дженифър Джоунс е отличена като най-добра актриса за „Песента на Бернадет“, който печели и наградата за най-добър филм, а Пол Лукас е отличен като най-добър актьор за „Стража на Рейн“. Наградите са връчени под формата на свитъци.
На 12 юни 2023 г. организацията обявява, че ще се разпусне.